# Quentin Blake
Sir Quentin Saxby Blake, CBE, FCSD, FRSL, RDI (nascido em 16 de dezembro de 1932), é um cartunista, caricaturista, ilustrador e escritor de literatura infantil inglês. Ele ilustrou mais de trezentos livros, incluindo dezoito escritos por Roald Dahl, que estão entre suas obras mais populares. Por sua contribuição duradoura como ilustrador infantil, ganhou o prêmio internacional bienal Hans Christian Andersen em 2002, o maior reconhecimento disponível para criadores de livros infantis.  De 1999 a 2001, foi o primeiro Children's Laureate britânico.  É patrono da Association of Illustrators .

## Primeiros anos
Blake nasceu em 1932 em Sidcup, Kent, e foi evacuado para o West Country durante a Segunda Guerra Mundial .Frequentou a Holy Trinity Lamorbey Church of England Primary School  e a Chislehurst and Sidcup Grammar School, onde seu professor de inglês, JH Walsh, o influenciou a seguir a literatura. Seu desenvolvimento artístico durante os anos escolares foi auxiliado pelo contato com o pintor e cartunista Alfred Jackson, marido da professora de latim de Blake, que incentivou a enviar seus primeiros trabalhos para a revista Punch, resultando em sua primeira publicação aos 16 anos. Na sexta série, o professor de arte da escola, o pintor Stanley Simmonds, reconheceu os talentos de Blake e deu apoio e exposição ao trabalho de outros artistas. Ele estudou Literatura Inglesa no Downing College, Cambridge, com FR Leavis, de 1953 a 1956, recebeu seu diploma de ensino de pós-graduação do Instituto de Educação da Universidade de Londres e mais tarde estudou em tempo parcial na Chelsea School of Art e depois no Camberwell College of Art . Desde então, ele negou que estudar na Universidade de Cambridge tenha contribuído para seu talento artístico ou criativo.

## Carreira
Durante a década de 1960, Blake ensinou inglês no Lycée Français de Londres; isto cimentou sua longa associação com a França e culminou com sua condecoração com a Legião de Honra. Ele lecionou no Royal College of Art por mais de vinte anos, onde foi chefe do departamento de ilustração de 1978 a 1986.
O primeiro livro ilustrado por Blake foi The Wonderful Button, de Evan Hunter, publicado por Abelard-Schuman em 1961. Em sua carreira subsequente, ele ganhou a reputação de ilustrador leal, confiável e bem-humorado de mais de 300 livros infantis, incluindo alguns escritos por Joan Aiken, Elizabeth Bowen, Sylvia Plath, Roald Dahl, Nils-Olof Franzén, William Steig e Dr. Seuss . Ele ilustrou o primeiro livro de Seuss não ilustrado pelo próprio Seuss, Great Day for Up! (1974). Em 2006, Blake ilustrou 323 livros, dos quais escreveu 35 e Dahl, 18. Até o momento, Blake ilustrou dois dos livros de David Walliams e ilustrou as edições limitadas da Folio Society,  como Dom Quixote, Cândido e 50 Fábulas de La Fontaine .
Na década de 1970, Blake foi apresentador ocasional do programa de contação de histórias infantil da BBC Jackanory, em que ilustrava as histórias em uma tela enquanto as contava. Em 1993, ele ilustrou os cinco selos postais britânicos da emissão de Natal com episódios de A Christmas Carol de Charles Dickens.
Blake é membro do Chelsea Arts Club . É patrono da Blake Society, sociedade de artes e humanidades do Downing College. Ele também é patrono do "The Big Draw " que visa fazer com que as pessoas desenhem em todo o Reino Unido, e do The Nightingale Project, uma instituição de caridade que fornece arte para hospitais. Desde 2006, ele produziu trabalhos para vários hospitais e centros de saúde mental na área de Londres, um hospital infantil (hopital Armand Trousseau) em Paris e uma maternidade em Angers, França. Esses projetos são detalhados no livro de Blake, Quentin Blake: Beyond the Page, de 2012, que descreve como, aos setenta anos, seu trabalho tem aparecido cada vez mais fora das páginas dos livros, em locais públicos como hospitais, foyers de teatro, galerias e museus.
Em 2007, projetou um enorme mural em tecido, suspenso e, assim, disfarçando um edifício em ruínas imediatamente em frente à entrada da estação ferroviária de St Pancras . A representação de um "comitê de boas-vindas imaginário" saúda os passageiros que chegam na ferrovia de alta velocidade do Eurostar.
Blake é apoiador e embaixador da ONG de direitos indígenas Survival International . Em 2009, ele disse: "Para mim, a sobrevivência é importante por duas razões: uma é que eu acho que é correto darmos ajuda e apoio às pessoas ameaçadas pela sociedade industrial voraz que criamos, e outro que, de maneira mais geral, dá um sinal importante sobre como todos devemos cuidar do mundo. Sua mensagem é a mais fundamental de qualquer instituição de caridade com a qual estou conectado. "
Blake é o administrador fundador da House of Illustration, um centro em Londres para exposições, eventos educacionais e atividades relacionadas à arte da ilustração. Foi também o tema da primeira exposição neste espaço, intitulada "Inside Stories", inaugurada em julho de 2014. Em agosto de 2020, foi anunciado que o centro será transferido para a Engine House do século 18 em New River Head na área de Clerkenwell de Londres, e será renomeado como Quentin Blake Centre for Illustration.
Além de livros infantis, Blake também é o designer de Ben, logomarca da rede de lojas Ben's Cookies. Ele desenhou várias ilustrações para os quadros de contação de histórias da série de TV escocesa Squeak! .

## Histórias em quadrinhos
Blake também foi o artista por trás da história em quadrinhos Waldo e Wanda, escrita por John Yeoman .

## Vida pessoal
Blake nunca se casou e não tem filhos.

## Obras selecionadas
Os seguintes livros foram escritos e ilustrados por Blake: 
- Patrick (Jonathan Cape, 1968)
- Jack and Nancy (Cape, 1969)
- Angelo (Cape, 1970)
- Snuff (Cape, 1973)
- Lester at the Seaside (William Collins, Sons, 1975)
- Lester and the Unusual Pet (Collins, 1975)
- The Adventures of Lester (BBC, 1977)
- Mister Magnolia (Cape, 1980) —vencedor da Kate Greenaway Medal
- Quentin Blake's Nursery Rhyme Book (Cape, 1983)
- The Story of the Dancing Frog (Cape, 1984)
- Mrs Armitage On Wheels (Cape, 1987)
- Quentin Blake's ABC (Cape, 1989)
- All Join In (Cape, 1990) —vencedor do Kurt Maschler Award de integração entre texto e ilustração.
- Cockatoos (Cape, 1992)
- Simpkin (Cape, 1993)
- The Quentin Blake Book of Nonsense Verse (Viking Press, 1994)
- Clown (Cape, 1995) —concorrente recomendado da Greenaway Medal
- La Vie de la Page (Gallimard, 1995)
- Mrs Armitage and the Big Wave (Cape, 1997)
- Dix Grenouilles (Ten Frogs) (Gallimard, 1997)
- The Green Ship (Cape, 1998)
- Zagazoo (Cape, 1998)
- Zap! The Quentin Blake Guide to Electrical Safety (Eastern Electricity, 1998)
- Fantastic Daisy Artichoke (Cape, 1999)
- The Twelve Days of Christmas (Correspondence) (Atlantic Books, 1999)
- The Laureate's Party (Random House, 2000)
- Un Bateau Dans le Ciel (Rue du Monde, 2000)
- Words and Pictures (Cape, 2000)
- Tell Me a Picture (National Gallery, 2001)
- Loveykins (Cape, 2002)
- Laureate's Progress (Cape, 2002)
- Mrs Armitage, Queen of the Road (Cape, 2003)
- A Sailing Boat In The Sky (Random House: Red Fox, 2003)
- Angel Pavement (Cape, 2004)
- You're Only Young Twice (Andersen Press, 2008)
- Daddy Lost his Head (Andre Bouchard, 2009)
- Quentin Blake: Beyond the Page (Tate Publishing Ltd, 2012)

Blake ilustrou vários livros de Roald Dahl.
Ele também ilustrou a edição britânica de Agaton Sax, uma série de romances policiais de comédia em língua sueca de Nils-Olof Franzén (originalmente ilustrada por Åke Lewerth, 1955 a 1978).
- Agaton Sax and the Diamond Thieves, 1965
- Agaton Sax and the Scotland Yard Mystery, 1969
- Agaton Sax and the Max Brothers (a.k.a. Bank Robbers), 1970
- Agaton Sax and the Criminal Doubles, 1971
- Agaton Sax and the Colossus of Rhodes, 1972
- Agaton Sax and the London Computer Plot, 1973
- Agaton Sax and the League of Silent Exploders, 1974
- Agaton Sax and the Haunted House, 1975
- Agaton Sax and the Big Rig (extended), 1976
- Agaton Sax and Lispington's Grandfather Clock, 1978

Outro
- The Learning Journey - National Curriculum, key stages 1 and 2, edições ilustradas para pais
- Three Little Monkeys 2016, ilustrado por Emma Chichester Clark

## Homenagens e prêmios
Blake foi o primeiro Children's Laureate Britânico (1999–2001)  e recebeu o prêmio bienal Hans Christian Andersen do International Board on Books for Young People por sua contribuição profissional para a literatura infantil em 1987.   Foi nomeado Comandante da Ordem do Império Britânico (CBE) nas homenagens de Ano Novo de 2005 por seus serviços à literatura infantil. Na França, ele foi feito Cavaleiro da Ordre des Arts et des Lettres em 2002 e elevado a Oficial em 2007.
Por Mister Magnolia, que ele também escreveu, Blake ganhou a Medalha Kate Greenaway em 1980 da Library Association, reconhecendo a melhor ilustração de livro infantil do ano por um cidadão britânico.  Para o 50º aniversário da Medalha (1955–2005), um painel de especialistas a considerou uma das dez obras vencedoras, que compôs a votação para uma eleição pública do favorito do país.  Ele também foi premiado vice-campeão da Greenaway  por The Wild Washerwomen: A new folk tale, de John Yeoman (1979), e vice-campeão  por Clown (1995), que ele mesmo escreveu.  Ele eteve na lista de indicados da Greenaway por Zagazoo (1998), que ele escreveu, e por Sad Book (2004) de Michael Rosen .
Ele ganhou o Prêmio Kurt Maschler, ou  o Emil, por All Join In (Jonathan Cape, 1990), que escreveu e ilustrou. O prêmio da Maschler Publications e Booktrust reconheceu anualmente um "trabalho de imaginação infantil britânico, no qual o texto e a ilustração são integrados para que cada um realce e equilibre o outro".  Blake recebeu o Prêmio Prince Philip Designers em 2011 e o Prêmio Eleanor Farjeon em novembro de 2012. Este prêmio anual administrado pela Children's Book Circle reconhece o compromisso e a contribuição excepcionais para o mundo dos livros infantis britânicos. Blake recebeu o título de Bacharel em Cavaleiro nas Honras de Ano Novo de 2013 por seus serviços prestados à ilustração. Em março de 2014, ele foi premiado com a insígnia de Chevalier de la Légion d'honneur em uma cerimônia no Institut Français em Londres.